# Ramiro Brazionis
Ignacio Ramiro Brazonis Suárez (Artigas, 15 dicembre 2001) è un calciatore uruguaiano, difensore del Racing Montevideo.

## Carriera
Brazionis è cresciuto nel settore giovanile del Nacional. Nel 2023 è stato ceduto in prestito al Rentistas con cui ha giocato il suo primo incontro ufficiale il 12 marzo 2023 contro la Juventud in Segunda División. Al termine del campionato, disputato in larga parte da titolare al centro della difesa, è stato nuovamente ceduto in prestito, questa volta in Primera División al Danubio. Ha esordito con la nuova maglia il 2 febbraio 2024 in Copa Uruguay contro il La Luz ed il 6 aprile ha segnato il suo primo gol nell'incontro di campionato pareggiato 1-1 contro il Progreso.

## Statistiche

### Presenze e reti nei club
Statistiche aggiornate al 3 maggio 2024.
| Stagione        | Squadra         | Campionato      | Campionato | Campionato | Coppe nazionali | Coppe nazionali | Coppe nazionali | Coppe continentali | Coppe continentali | Coppe continentali | Altre coppe | Altre coppe | Altre coppe | Totale | Totale | Totale |
| Stagione        | Squadra         | Comp            | Pres       | Reti       | Comp            | Pres            | Reti            | Comp               | Pres               | Reti               | Comp        | Pres        | Reti        | Pres   | Reti   |        |
| --------------- | --------------- | --------------- | ---------- | ---------- | --------------- | --------------- | --------------- | ------------------ | ------------------ | ------------------ | ----------- | ----------- | ----------- | ------ | ------ | ------ |
| 2023            | Rentistas       | SD              | 30         | 0          | CU              | 1               | 0               |                    | -                  | -                  |             | -           | -           | 31     | 0      |        |
| 2024            | Danubio         | PD              | 4          | 1          | CU              | 1               | 0               | CS                 | 1                  | 0                  |             | -           | -           | 6      | 1      |        |
| Totale carriera | Totale carriera | Totale carriera | 34         | 1          |                 | 2               | 0               |                    | 1                  | 0                  |             | -           | -           | 37     | 1      |        |